# Leioproctus jenseni
Leioproctus jenseni är en biart som först beskrevs av Heinrich Friese 1906.  Leioproctus jenseni ingår i släktet Leioproctus och familjen korttungebin. Inga underarter finns listade i Catalogue of Life.